# 揚·米爾達

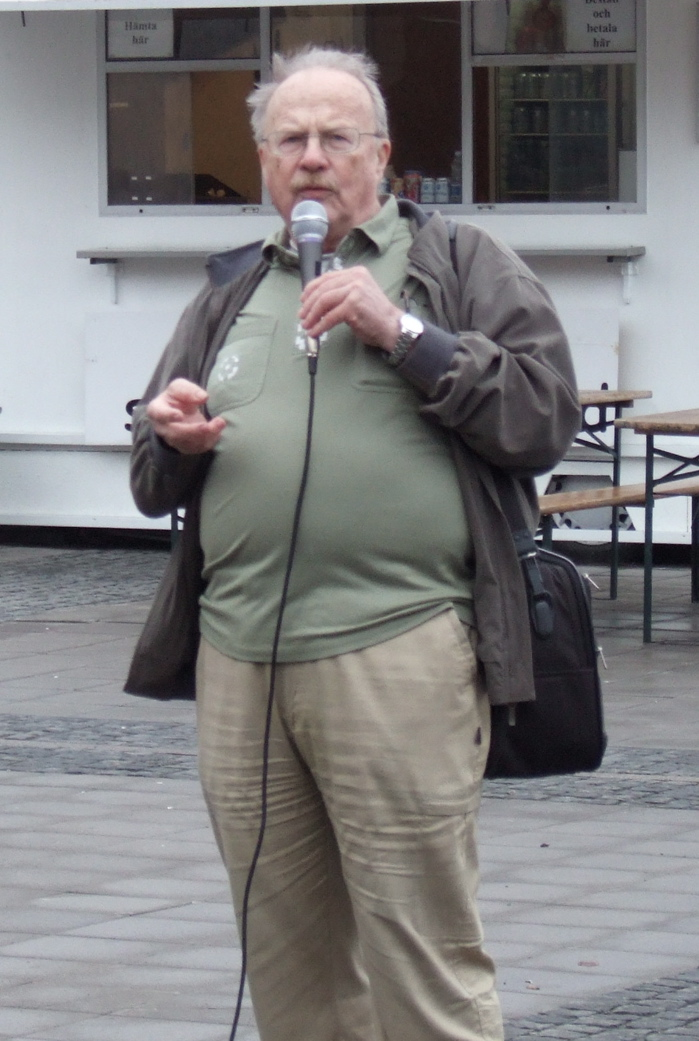
2007年10月27日，扬·米爾達出席一場反對瑞典介入阿富汗戰爭的公開集會。

扬·米爾達 （瑞典語：Jan Myrdal；1927年7月19日—2020年10月30日），瑞典左翼作家、評論家，中國南開大學名誉博士、美國烏斯帕拉學院榮譽博士。曾居住過美國、阿富汗、伊朗、印度等地。他的父亲是1974年諾貝爾經濟學獎得主貢納爾·默達爾，母亲是1982年諾貝爾和平獎得主阿爾瓦·米達爾。1962年曾至中國訪問，並和中華人民共和國領導人毛澤東等人會面，並與妻子冈·凯塞尔將對中國社會、政治、經濟制度的觀察寫成《從一個農村看中國》一書。
1962年，米爾達去延安體驗農村生活，遭到毛澤東嘲笑。
米爾達是一名共产主义者，对毛派和霍查派持同情或支持态度。他曾到过阿尔巴尼亚社会主义人民共和国，并撰写《反抗的阿尔巴尼亚》一书，热情歌颂恩维尔·霍查领导下的阿尔巴尼亚。2010年，他访问印度毛派，写成《红星照耀印度》一书。